# Démographie de l'Acadie
La démographie de l'Acadie est l'étude des caractéristiques des Acadiens.
Étant donné la définition vague de l'Acadie et d'autres facteurs, il est difficile d'en déterminer sa population exacte. Selon le recensement 2001 de Statistique Canada, ce pays comptait 96 145 Acadiens en 2001. Aux États-Unis, le recensement du United States Census Bureau ne donne pas le nombre d'Acadiens, qui sont inclus dans le groupe « Français ou Canadiens français ». Ce nombre est à prendre en considération, car de nombreux Acadiens s'identifient par exemple comme Canadiens ou Français dans le recensement. De plus, l'option Acadien ne figurait pas à l'origine sur le recensement, bien que le nombre de personnes s'identifiant ainsi est en forte hausse depuis 1986. Il y a ainsi près d'un million d'Acadiens ou de personnes d'origine acadienne uniquement au Québec.
En 2001, il y avait 276 355 francophones dans les provinces maritimes, pour la plupart Acadiens. Ils représentent ainsi 15,6 % de la population totale, comparativement à une proportion de 22,6 % de francophones au Canada. Au Nouveau-Brunswick, seule province officiellement bilingue, les francophones représentent 32,9 % de la population, comparativement à 4,2 % à l'Île-du-Prince-Édouard et 3,8 % en Nouvelle-Écosse. Aux Maine, 5,28 % des habitants parlent le français à la maison, mais ne sont pas tous Acadiens. En Louisiane, ce taux est de 4,68 %, alors que là aussi il ne faut pas confondre Cadiens, Créoles, Houmas et Chétimachas. Selon certaines sources, il y aurait en tout entre 750 000 et 1 500 000 Acadiens et Cadiens dans le monde.

## Nouveau-Brunswick
Le fort taux d'Acadiens au Nouveau-Brunswick s'explique par la croissance démographique et l'indice de continuité linguistique, qui est le rapport entre le nombre de personnes utilisant le français et le nombre de personnes ayant le français comme langue maternelle. Le nombre de francophones a augmenté de 12,4 % au Nouveau-Brunswick entre 1961 et 2001, alors qu'il diminuait de 14 % en Nouvelle-Écosse et de 28,8 % à l'Île-du-Prince-Édouard. Au Maine, le français est en déclin chez les personnes âgées de moins de 30 ans, où le taux de francophone a baissé de 18 % entre 1987 et 1971.
L'indice de continuité linguistique, varie fortement d'une région à l'autre. Ainsi, il est de 92 % au Nouveau-Brunswick, 58,2 % en Nouvelle-Écosse et 49,8 % à l'Île-du-Prince-Édouard. Ainsi, dans des régions comme le Madawaska canadien et la Péninsule acadienne, où la proportion de francophones dépasse 95 %, le taux d'assimilation est inférieur à 1 %, parfois même négatif, c'est-à-dire que des personnes de langue maternelle anglaise ou autre parlent français à la maison. Par contre, des régions ayant un faible taux de francophones comme l'Île-du-Prince-Édouard (9 %) ont un fort taux d'assimilation, 68 % dans ce cas. Dans certaines régions américaines comme le Madawaska, les anglophones ne sont pas assimilés mais leur langage est fortement influencé par le français. De plus, la situation précaire du français dans cet état s'explique par le fait que le français fut interdit dans les écoles entre 1910 et 1960.
Plusieurs communautés acadiennes comptent également des minorités significatives, pour la plupart des Canadiens anglais, des Américains ou tout le moins des anglophones. Par exemple, citons Bathurst (46,28 % d'anglophones) et Clare (31,7 %). La situation est différente au Québec, par exemple aux îles de la Madeleine, où 85 % des habitants sont acadiens et le reste de la population est répartie également entre  Canadiens français et Canadiens anglais. À l'opposé, de nombreuses communautés de la diaspora acadienne restent minoritaires. Le cas le plus connu est Moncton, où les francophones ne représentent que 33 % de la population.
La proportion d'immigrants francophones s'établissant au Nouveau-Brunswick est plus basse que la proportion de néobrunswickois ayant le français comme langue maternelle. Une autre cause de la baisse du poids démographique des Acadiens est la migration vers des régions anglophones comme l'Alberta, principalement pour la recherche d'emplois. Le poids des francophones baisse donc de manière constante au niveau provincial. En se basant sur le critère de la langue maternelle, leur poids est ainsi passé de 35,9 % de la population du Nouveau-Brunswick en 1951, à 32,4 % à 2016 (et même à 31,8 % selon le critère de la première langue officielle parlée, qui inclut également les allophones utilisant le français en premier).
Selon l'expert Ilyes Zouari, spécialiste du monde francophone, les Acadiens du Nouveau-Brunswick devraient avoir un indice synthétique de fécondité (ISF) de 2,7 enfants par femme, soit environ le double du niveau actuel (un des plus faibles au monde), afin de pouvoir maintenir leur poids au niveau provincial à long terme puisqu'il convient de tenir compte d'une immigration désormais importante et très majoritairement anglophone (à plus de 80 %, l'immigration étant gérée par un gouvernement principalement anglophone), du taux d'assimilation des francophones à chaque génération (environ 20 %, et particulièrement dans le sud-est) et du taux d'assimilation des immigrés francophones (censés pourtant renforcer la population de langue française de la province). À défaut d'atteindre ce niveau de fécondité, la création d'une province acadienne, regroupant les territoires acadiens du Nouveau-Brunswick, serait alors inévitable selon ce même expert ,.